# Bwa Nef Falls
Die Bwa Nef Falls sind ein kleiner Wasserfall auf der Karibikinsel Dominica.
Der Wasserfall liegt im Parish Saint Andrew zwischen der Siedlung Vieille Case und Penville am Celestin Brenner River, einem Zufluss des Aouya Rivers. Er ist nicht besonders groß, aber als Touristenattraktion ausgewiesen. Um den Wasserfall zu erreichen, muss man ein Stück durch den Dschungel wandern und es wird eine Zugangsgebühr erhoben.